# N.W.A
Pour les articles homonymes, voir NWA.
NWA, acronyme pour Niggaz Wit Attitudes,,, stylisé N.W.A, est un groupe de hip-hop américain originaire de Compton, une ville de la banlieue sud de Los Angeles (Californie). Il fait partie des promoteurs les plus précoces et des figures les plus controversées du sous-genre gangsta rap. Le groupe est largement considéré comme l'un des plus importants et influents de l'histoire du hip-hop, et plus particulièrement du rap.
Actif de 1987 à 1991, N.W.A subit des controverses en raison des paroles violentes ou misogynes de leur musique, ainsi que de la glorification des drogues et du crime. Le groupe est ensuite interdit de nombreuses stations de radio américaines grand public. Malgré cela, ils vendent plus de dix millions d'unités aux États-Unis uniquement. S'appuyant sur les expériences personnelles de ses membres en matière de racisme et de répression policière excessive, N.W.A crée une musique intrinsèquement politique. Les membres du groupe sont connus pour leur profonde aversion envers la police, ce qui suscite de nombreuses controverses.
La formation originale, constituée au début de 1987, comprend Arabian Prince, Dr. Dre, Eazy-E et Ice Cube, auxquels DJ Yella et MC Ren se joignent plus tard cette année-là. Ils sortent leur première compilation en groupe en 1987, intitulé N.W.A. and the Posse, qui atteint la 39e place du classement Top R&B/Hip-Hop Albums du magazine Billboard. Arabian Prince quitte le groupe peu de temps après la sortie du premier album studio de N.W.A, Straight Outta Compton, en 1988, suivi d'Ice Cube en décembre 1989. Eazy-E, Ice Cube, MC Ren et Dr. Dre deviennent ensuite des artistes solo à succès platiné dans les années 1990. Après la mort du fondateur du groupe, Eazy-E, du SIDA, le 26 mars 1995, toute tentative de reformer le groupe est vouée à l'échec, bien que des tentatives aient été entreprises.
Le premier album du groupe marque le début de l'ère du gangsta rap, car leur production, leur musique, leur flow et leurs paroles sont révolutionnaires pour le rap de l'époque. Le deuxième album studio de N.W.A, Niggaz4Life, est le premier album de rap à atteindre la première place des ventes du Billboard 200. De manière générale, N.W.A marque des générations d'artistes hip-hop et sert, dans la fin des années 80, à donner forme au rap tel qu'il se développe dans les générations suivantes, aussi bien musicalement que lyriquement. De plus, le groupe est crédité pour avoir été le premier à avoir ouvert le rap à un public blanc américain, participant ainsi à la rapide démocratisation du rap au sein de la population américaine de manière générale, ceci dès la fin des années 1980.
Rolling Stone classe N.W.A à la 83e place de sa liste des « 100 plus grands artistes de tous les temps ». En 2016, le groupe est intronisé au Rock and Roll Hall of Fame, après trois nominations précédentes.
Le groupe est vite devenu l'un des plus grands symboles de la révolution gangsta rap et leur logo en est bien représentatif.

## Biographie

### Formation etPanic Zone(1986–1988)

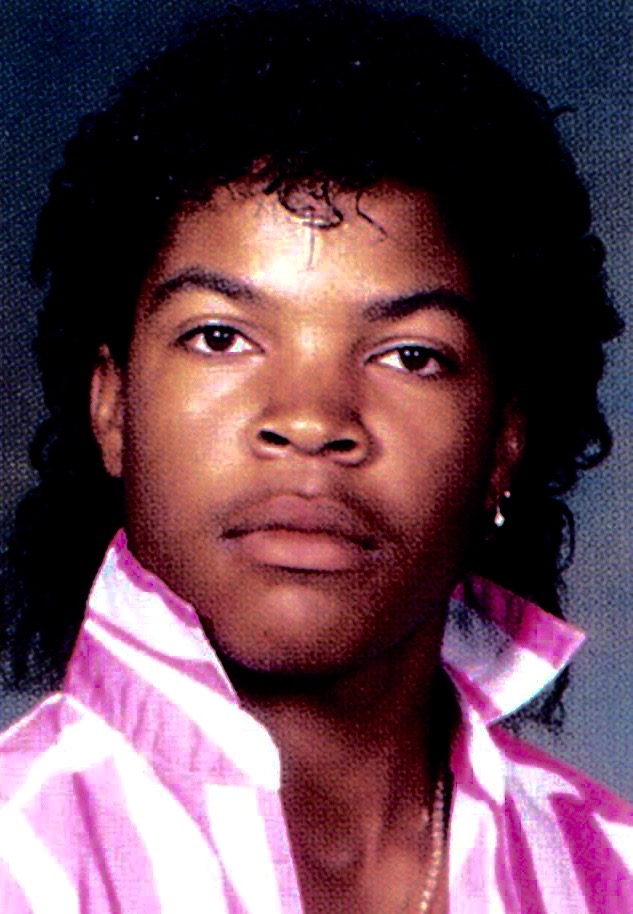
Ice Cube (ici en 1987) quitte N.W.A. en 1989.

N.W.A (est le sigle de Niggaz Wit Attitudes, qui signifie littéralement « des nègres qui ont du style ») est formé en 1986 par Eazy-E, cofondateur du label Ruthless Records. Il est à l'origine composé d'Eazy-E, de Dr. Dre et de Arabian Prince. Ils sont ensuite rejoints par Ice Cube, après l'arrêt de son groupe C.I.A., et DJ Yella, ce dernier était au départ membre du World Class Wreckin' Cru, comme Dr. Dre. En 1987, le groupe sort sur Ruthless Records/Macola Records l'EP Panic Zone, plus tard inclus à la compilation NWA and the Posse, première véritable sortie du groupe. Cet album se veut être une présentation du groupe et d'autres artistes comme Fila Fresh Crew ou Rappinstine. Le rappeur mexicain Krazy Dee coécrit Panic Zone, qui est à l'origine intitulé Hispanic Zone, mais le titre est par la suite changé sous les conseils de Dr. Dre. En 1988, MC Ren rejoint le groupe.

### Straight Outta Compton(1988–1989)
Leur premier véritable album, Straight Outta Compton, sort en août 1988. Il devient rapidement culte dans le milieu underground, notamment en raison de ses paroles d'une rare violence, spécialement le tube Fuck tha Police. Dr. Dre et DJ Yella, représentant HighPowered Productions, composent le rythme de chaque chanson, Dre rappant à quelques occasions. Ice Cube et MC Ren écrivent toutes les paroles de Fuck tha Police, sans doute le single le plus controversé du groupe. Sous la pression exercée par l'association Focus on the Family, Milt Ahlerich, du FBI, adresse une lettre d'avertissement à Priority Records.
Cette lettre peut être aperçue au Rock and Roll Hall of Fame de Cleveland, dans l'Ohio. Straight Outta Compton est également l'un des premiers albums à être étiqueté Parental Advisory. Cependant, la nature musicale tabou de NWA est ce qui attire l'intérêt du public. La presse spécialisée compense le manque de diffusion radio de NWA, et leur album est finalement certifié double disque de platine.

### 100 Miles And Runnin'etNiggaz4Life(1989–1991)
Arabian Prince reprend sa carrière solo en 1989 et sort un album intitulé Brother Arab. Ice Cube quitte le groupe en 1990, à cause de différends sur les redevances. NWA sort, en 1990, l'album 100 Miles and Runnin', puis, en 1991, l'album Niggaz4Life (dont le titre est stylisé Efil4zaggin). Le producteur, Dr. Dre, y crée des ambiances sonores à la fois denses et « funky », qui posent les bases du G-funk. De plus, les textes d'Eazy-E, teintés d'humour et traitant de problèmes sociaux, permettent au groupe de se maintenir au sommet des meilleures ventes d'albums de rap[réf. nécessaire].

### Séparation, brouilles et mort d’Eazy-E (1991–1995)

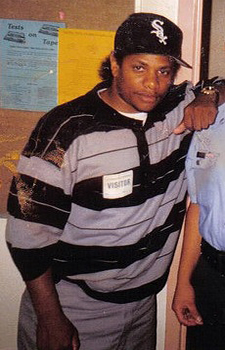
Eazy-E en 1994.

Niggaz4Life sera cependant le dernier album studio du groupe. Dr. Dre se brouille avec Eazy-E, notamment au sujet de Jerry Heller et de sa façon de gérer le groupe, puis quitte lui aussi ce dernier ainsi que le label Ruthless Records et rejoint Suge Knight dans son label Death Row Records. Le départ de Dre signe la fin du groupe. En 1992, Dre utilise le personnage parodique Sleazy-E pour se moquer d'Eazy-E notamment dans le clip Fuck Wit Dre Day (And Everybody's Celebratin'), puis enfonce le clou sur The Chronic avec le titre Bitches Ain't Shit. En 1993, Eazy-E répond aux attaques sur son EP It's On (Dr. Dre) 187um Killa. Toutes ces querelles prennent fin peu de temps avant que Eazy-E ne soit emporté par le sida le 26 mars 1995. Dre et Ice Cube lui rendent visite à l’hôpital afin de mettre fin à ces brouilles et reviendront ensuite sur tout cela dans certains de leurs morceaux, en présentant leurs excuses.

### Brève reformation, héritage et cinéma (depuis 1998)
Après la mort d'Eazy-E, les membres du groupe collaborent à plusieurs reprises sur les projets solos de chacun. En 1998, pour le dixième anniversaire de l'album Straight Outta Compton, Dr. Dre, les autres membres et amis proches du groupe reprennent tous les morceaux de l'album et décident de rapper eux-mêmes sur les titres de l'album original. Une réédition de l'album sort avec de nombreuses collaborations avec des rappeurs notoires, comme Snoop Doggy Dogg ou C-Murder. Seul le titre Something 2 Dance 2 n'est pas interprété.
En 2011, malgré les brouilles passées, Dr. Dre rend hommage à Eazy-E en se rendant sur sa tombe à la fin du clip de I Need a Doctor. La même année, Ice Cube et Dr. Dre annoncent qu'ils projettent de réaliser un film biographique sur le groupe,. En 2014, Ice Cube participe au remix de la chanson Rebel Music de MC Ren ; il s'agit de la première fois que le duo travaille ensemble depuis la réunion de N.W.A en 2000.
Le film, intitulé NWA: Straight Outta Compton et réalisé par F. Gary Gray, sort aux États-Unis en août 2015. Il démarre en 1986 avec la formation du groupe, jusqu'à la création du label de Dr. Dre, Aftermath Entertainment,. Bien accueilli par la critique, le film, pour un budget de 29 000 000 $, a rapporté 161,2 millions de dollars aux États-Unis et au Canada et 40,4 millions de dollars dans d'autres territoires pour un total de 201,6 millions de dollars.

## Postérité

### Postérité musicale
Bien que le groupe se sépare en 1991, il est largement considéré comme l'un des plus importants et influents de l'histoire du hip-hop, laissant un héritage durable sur le rap au cours des décennies suivantes. Son influence, allant de l'utilisation de rythmes funk à l'utilisation de basses dures jusqu'à son usage de textes extrêmement crus, violents et démesurés, est évidente depuis les années 1990 jusqu'à aujourd'hui, et on lui attribue souvent le mérite d'avoir fait un pont entre les frontières musicales américaines blanches/noires avec son appel aux Blancs américains à la fin des années 1980.
Le premier album du groupe, Straight Outta Compton, est décrit par Gerrick D. Kennedy comme l'un des « big bangs » les plus retentissants de la musique hip-hop, un « cocktail Molotov sonore qui déclenche une tempête de feu lors de sa sortie à l'été 1988 ». En 2017, Straight Outta Compton est sélectionné pour la conservation dans le Registre national des enregistrements des États-Unis par la Bibliothèque du Congrès, qui l'a considéré comme étant « culturellement, historiquement et esthétiquement significatif ».

### Postérité politique
Les rappeurs de N.W.A introduisent le discours politique au sein du rap,.

Malgré les polémiques importantes sur la misogynie ou l'homophobie des paroles de certaines chansons,, le groupe laisse une trace importante sur la politique américaine, et plus généralement mondiale, notamment en offrant un discours contestataire aux discours étatiques de la période de la War on Crime. Un tel discours est ensuite repris par de nombreux artistes. Les attaques répétées de N.W.A contre le racisme systémique de la police américaine, notamment avec la chanson Fuck tha Police, sont importantes dans la politisation de la jeunesse afro-américaine, puis de la politisation de la jeunesse blanche-américaine contre les violences policières et plus généralement le racisme,. Dans les années 1980 et 1990, le rap est ainsi perçu par les élites politiques américaines comme une « menace existentielle » pour l'« ordre social » des États-Unis. Selon le chercheur Bryan J. McCann :
Le courant politique et culturel des années 1980 considère le gangsta rap comme une véritable menace pour l'ordre social plutôt que comme une déstabilisation ludique des discours sur la loi et l'ordre de l'époque. (...) En effet, une force culturelle sismique émerge (...) L'album emblématique de N.W.A devient une fenêtre populaire sur la vie dans les quartiers noirs en incarnant, en exagérant et en célébrant les pratiques et les lieux au cœur de la politique de maintien de l'ordre des années 1980. En d'autres termes, l'album représente une interprétation alternative et avisée sur la marque de la criminalité.
Plus spécifiquement, la chanson Fuck tha Police, comme d'autres chansons du groupe, deviennent ensuite des symboles de résistance contre le néolibéralisme.

### Récompenses
Rolling Stone classe N.W.A à la 83e place de sa liste des « 100 plus grands artistes de tous les temps ». En 2016, le groupe est intronisé au Rock and Roll Hall of Fame,, après trois nominations précédentes.
Straight Outta Compton est le premier album de rap à avoir jamais obtenu cinq étoiles de Rolling Stone lors de sa critique initiale. En 2020, il est classé 70e parmi les 500 plus grands albums de tous les temps selon la liste révisée du magazine. En 2006, Time le désigne comme l'un des 100 meilleurs albums de tous les temps. Vibe l'évalue comme l'un des 100 albums essentiels du 20e siècle. En 2012, Slant Magazine le classe 18e parmi les meilleurs albums des années 1980. Quoi qu'il en soit, en novembre 2016, Straight Outta Compton devient le premier album de rap à être intronisé au Grammy Hall of Fame.

## Discographie

### Albums studio
- 1988 : Straight Outta Compton
- 1991 : Efil4zaggin

### EP
- 1990 : 100 Miles and Runnin'

### Compilations
- 1987 : NWA and the Posse
- 1996 : Greatest Hits
- 1999 : The NWA Legacy, Vol. 1: 1988–1998
- 2002 : The NWA Legacy, Vol. 2
- 2006 : The Best of NWA: The Strength of Street Knowledge
- 2008 : NWA and Their Family Tree

### Album hommage
- 1998 : Straight Outta Compton: NWA 10th Anniversary Tribute (artistes divers)

## Membres
- Arabian Prince (1986–1988)
- DJ Yella (1986–1991)
- Dr. Dre (1986–1991)
- Eazy-E (1986–1991 : décédé en 1995)
- Ice Cube (1986–1989)
- Krazy Dee (1986–1991)
- MC Ren (1987–1991)